# Село Отањ, борци пали у ратовима од 1912. до 1918. године
Списак бораца из села Отањ, Општина Пожега, погинулих и умрлих у Балканским и Првом светском рату преузет је из књиге „Пожега и околина”, објављене 1978. године.
Подаци за подручје Пожеге прикупљани су у периоду 1976–1977. године преко матичних књига умрлих, спомен-плоча, крајпуташа, као и разговора са преживелим борцима и појединим грађанима који су по сећању могли да дају податке, уз напомену да спискови могуће да нису потпуни, због временске дистанце и недостатка поузданих извора.

## Списак
1. Анђелић Алексије
2. Анђелић Веселин
3. Бонџулић Миљко
4. Бонџулић Милан
5. Бошковић Миленко
6. Бошковић Милош
7. Васиљевић Арсеније
8. Васиљевић Јовиша
9. Васиљевић Драгољуб
10. Васиљевић Ђорђе
11. Васиљевић Љубо
12. Васиљевић Василије
13. Васиљевић Сава
14. Васиљевић Тома
15. Вуковић Радомир
16. Вуковић Радован
17. Вуковић Неђељко
18. Вуковић Војислав
19. Гавриловић С. Драгомир
20. Гавриловић С. Љубо
21. Гавриловић С. Милан
22. Гавриловић Л. Милош
23. Драгићевић Срећко
24. Драгићевић Раде
25. Јаковљевић Сретен
26. Јаковљевић Ранко
27. Јаковљевић Симо
28. Јаковљевић Благоје
29. Јездић Страинс
30. Јездић Витомир
31. Јеремић Никола
32. Новаковић Мијат
33. Мићић Тома
34. Мићић Тодор
35. Перишић Видосав
36. Перишић Раде
37. Рајевић Радиша
38. Рајевић Борисав[1]